# 373
El 373 (CCCLXXIII) fou un any comú començat en dimarts del calendari julià.

## Esdeveniments
- Sant Martí de Tours cristianitza els gals

## Necrològiques
- 2 de maig, Alexandria, Província romana d'Egipte: Sant Atanasi d'Alexandria, patriarca d'Alexandria i Doctor de l'església (n. ca. 293).[1]